# Chlorocnemis maccleeryi
Chlorocnemis maccleeryi là loài chuồn chuồn trong họ Platycnemididae. Loài này được Pinhey mô tả khoa học đầu tiên năm 1969.